# Igreja Adventista da Promessa
A Igreja Adventista da Promessa é uma denominação cristã pentecostal fundada em Paulista, Pernambuco, em 24 de janeiro de 1932, por João Augusto da Silveira, ex-ancião da Igreja Adventista do Sétimo Dia. É considerada a primeira igreja pentecostal de origem brasileira.

## História
A Igreja Adventista da Promessa teve origem a partir da experiência de João Augusto da Silveira, que, após estudar os dons espirituais, buscou o batismo no Espírito Santo conforme a teologia pentecostal. Em 24 de janeiro de 1932, Silveira relatou ter recebido o dom de línguas, marcando o início da denominação. A igreja se expandiu pelo Brasil, onde concentra a maioria de suas congregações, e mantém presença em países como Argentina, Angola, Bolívia, Chile, Colômbia, El Salvador, Espanha, França, Guatemala, Índia, Inglaterra, Moçambique, Nigéria, Peru, Portugal, Suíça e Uruguai.
Diferentemente de outras denominações pentecostais no Brasil, como a Congregação Cristã no Brasil e a Assembleia de Deus, que foram fundadas por missionários estrangeiros, a Igreja Adventista da Promessa é reconhecida como a primeira denominação pentecostal de origem brasileira.

## Crenças
A Igreja Adventista da Promessa adota uma teologia que combina elementos do Adventismo, Pentecostalismo e Sabatismo. Sua confissão de fé inclui os seguintes pontos principais:
- A Bíblia Sagrada como a única regra de fé e prática, considerada inerrante e infalível;
- A crença na Trindade;
- A salvação pela graça mediante a fé;
- O batismo no Espírito Santo e os dons espirituais;
- A observância do Shabat como dia de descanso;
- O batismo por imersão, o lava-pés e a Ceia do Senhor como ordenanças;
- A segunda vinda de Cristo, a ressurreição dos mortos e o Juízo Final.

A denominação rejeita a autoridade profética de Ellen G. White, diferenciando-se da Igreja Adventista do Sétimo Dia, e enfatiza a Bíblia como única fonte de fé.

## Estrutura
A Igreja Adventista da Promessa é governada pela Assembleia Geral da Convenção Geral, seu órgão máximo, composta pela Diretoria Geral, Diretores de Ministério, Diretor do Conselho de Educação, Diretor da Junta de Missões, Diretor da Associação de Ensino Teológico e Diretores das Convenções Regionais. Outros órgãos incluem a Câmara Teológica, Câmara Disciplinar, Câmara Recursal, Câmara de Conciliação e Comissão de Administração e Finanças.
A denominação mantém o CETAP (Centro de Estudos Teológicos Adventista da Promessa), fundado em 1994 como Faculdade de Teologia Adventista da Promessa, e a Editora Promessa, registrada em 1961 como Gráfica e Editora A Voz do Cenáculo Ltda.